# Théo Duvaldestin
Théo Duvaldestin, född 2000, är en fransk travkusk. Han tog karriärens hittills största seger i 2022 års upplaga av Yearling Cup Arqana Trot tillsammans med Jack Tonic. Han är son till travtränaren och kusken Thierry Duvaldestin.

## Karriär
Duvaldestin har hittills i sin karriär kört ca 1300 lopp och tagit 282 segrar.

## Statistik

### Större segrar
| År   | Lopp                     | Häst            | Tränare             | Grupp   |
| ---- | ------------------------ | --------------- | ------------------- | ------- |
| 2022 | Yearling Cup Arqana Trot | Jack Tonic      | Thierry Duvaldestin | Grupp 3 |
| 2022 | Prix Marcel Laurent      | Idao de Tillard | Thierry Duvaldestin | Grupp 2 |